# جيسي تشاتمان
جيسي تشاتمان (بالإنجليزية: Jesse Chatman)‏ هو لاعب كرة قدم أمريكية أمريكي، ولد في 22 سبتمبر 1979 في هيوستن في الولايات المتحدة.

## وصلات خارجية
- جيسي تشاتمان على موقع مرجع كرة القدم المحترفة.كوم (الإنجليزية)